# جيرار هويت
جيرار هويت (بالفرنسية: Gérard Huet)‏ هو مهندس وعالم حاسوب فرنسي، ولد في 7 يوليو 1947 في بورج في فرنسا.